# Doryphoribius niedbalai
Espèce
Doryphoribius niedbalai est une espèce de tardigrades de la famille des Isohypsibiidae.

## Distribution
Cette espèce est endémique de Zambie.

## Publication originale
- Zawierucha, Michalczyk & Kaczmarek, 2012 : The first record of Tardigrada from Zambia, with a description of Doryphoribius niedbalai n.sp. (Eutardigrada: Isohypsibiidae, the evelinae group). African Zoology, vol. 47, no 2, p. 275-284.